# کوندودو

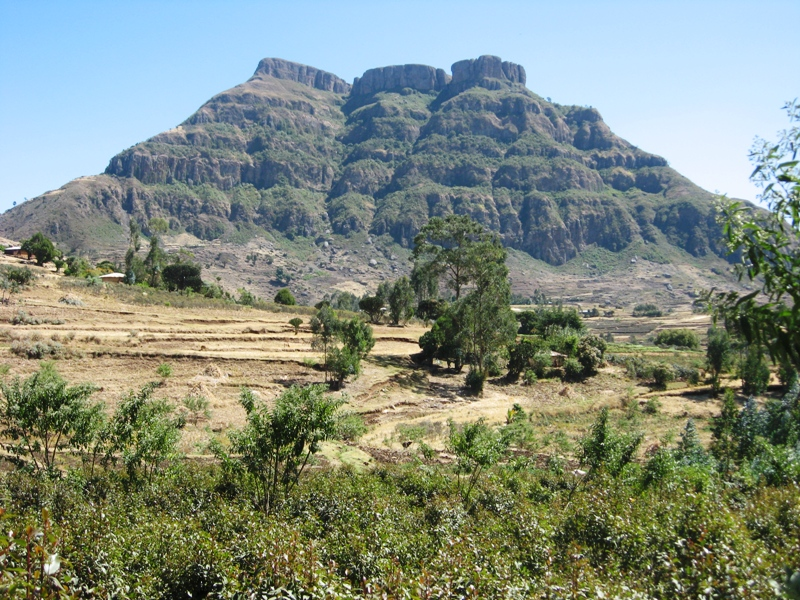
تصویری از شمالِ کوندودو ۲۰۰۹

کوندودو (به انگلیسی: Kundudo) یک کوه در اتیوپی است که در Misraq Hararghe Zone واقع شده‌است. کوندودو ۳٬۷۹۰ متر بالاتر از سطح دریا واقع شده‌است.